# 現代新加坡的建立
現代新加坡的建立於1819年史丹福·萊佛士造訪新加坡，使其成為現代化的港口以及建立一個轉運站聯繫東、西方的市場，這距離新加坡之前建港已經是很久遠之事，古代的室利佛逝以及稍後的馬六甲都曾在這塊地區開港，這都是因為地緣因素使該地必然曾為港口用已連結印度以及中國，然而現代新加坡的建立，歐洲和美國的也開始在這塊地區的貿易注入資源。

## 萊佛士的到來
1818年萊佛士爵士被任命為英國殖民地明古倫（Bencoolen）的副總督，他深信英國必須發現一個能夠超越當時霸主荷蘭的戰略要地，當時貿易線聯繫著中國、英國以及印度，尤其對中國的貿易特別需要一個據點，此外荷蘭扼殺英國在該地區的貿易，在荷蘭控制的港口禁止販賣英國貨，特別是荷蘭的巴達維亞，該地徵收物資的價格相當不利，萊佛士面臨的挑戰就是必須在荷蘭的勢力範圍內建立一個新港，但當時英國的港口都不再適任為貿易中心，他們都離馬六甲海峽太遠，當大型船隻要進行對印度支那的貿易而通過於此時，必須從相鄰的印度洋進入，否則就要從較遠的巽他海峽進入，但是離主要的貿易巨點相差太遠，其他地點要都回歸到原本的問題－太靠近荷蘭，或著有其他的問題。
1818年萊佛士說服黑廷斯侯爵（時任印度總督）及其贊助者英國東印度公司，讓他可以探險以建立英國在該地區的新基地，之後萊佛士經過數周尋訪數個小島之後，在萌意放棄之際甚至準備直接從荷蘭奪取領地，但是這些港口也都無法直接使用因為港口水位過低，之後在觀閱幾個地圖後，萊佛士突然發現新加坡這座小島，當時已經沒有任何勢力占領該島因此被當時視作不二之選，該島坐落於馬來半島最南部，故該島接近馬六甲海峽，而該島擁有天然良港、淡水供給以及船舶的維修，最重要的一點是荷蘭並未占領該島。
萊佛士於1819年1月19日來到新加坡，他發現在新加坡河有馬來部落，由柔佛蘇丹王朝的天猛公阿都拉曼所統治，該島名義上由柔佛統治但實際上有自主權，當時的柔佛蘇丹東姑阿都拉曼（Tengku Abdul Rahman）聽命於荷蘭人以及布吉人，因此他反對英國奠基於新加坡。
16到19世紀馬來人的分布地區盡為西方列強所占領，最早是1509年葡萄牙併吞馬六甲，隨著17世紀葡萄牙的國力大不如前後，荷蘭緊接著在這塊地區建立殖民地以及港口，荷蘭壟斷的整個南洋群島的貿易，特別是香料交易這是該地最為重要的產品，其他殖民者的力量包含了英國則被大大侷限在部分地區。

## 設立據點
新加坡被確立為英國殖民地是在1824年英荷條約，英國勢力終於進入到馬來半島，該地區北部是馬六甲海峽包含檳城、馬六甲以及新加坡被英國掌握，海峽南部仍由荷蘭控制，這個版圖也是今日馬來西亞和新加坡的範圍，而荷蘭控制地區就是今日印尼，1826年新加坡、檳城和馬六甲被合併成單一行政區－海峽殖民地，其隸屬於英國東印度公司。

## 註解
1. ↑  . U.S. Library of Congress.   [2006-07-18]. （原始内容存档于2016-11-03）.

## 相關連結
- Singapore: the unexpected nation （页面存档备份，存于） at Google Books